# Le Château de la pureté
Pour les articles homonymes, voir El Castillo.
Pour plus de détails, voir Fiche technique et Distribution.
Le Château de la pureté (El castillo de la pureza) est un film mexicain réalisé par Arturo Ripstein, sorti en 1973. 

## Synopsis
Dans une maison fermée autour d'une cour vit une famille. Tous sont reclus, excepté le père, qui travaille à l'extérieur et qui est le seul lien avec le reste du monde pour sa femme, son fils Porvenir (Avenir) et ses filles Utopía (Utopie) et Voluntad (Volonté). Devant la corruption du monde, ce fanatique a ainsi décidé de les cloîtrer afin qu'ils gardent leur pureté originelle. Mais les adolescents peuvent-ils grandir harmonieusement dans de telles conditions ?

## Fiche technique
- Titre : Le Château de la pureté
- Titre original : El castillo de la pureza
- Réalisation : Arturo Ripstein
- Scénario : José Emilio Pacheco et Arturo Ripstein
- Photographie : Alex Phillips
- Montage : Rafael Castanedo
- Musique : Joaquín Gutiérrez Heras
- Décors : Lucero Isaac
- Productrice : Angélica Ortiz
- Pays d'origine :  Mexique
- Langue : espagnol
- Format : couleur (Eastmancolor) — 35 mm — 1,85:1 — Son : Mono
- Genre : drame
- Durée : 110 minutes
- Dates de sortie : 
  -  Mexique : 10 mai 1973
  -  France : 23 mars 1974

## Distribution
- Claudio Brook : Gabriel Lima
- Rita Macedo : Beatriz
- Arturo Beristáin : Porvenir
- Diana Bracho : Utopía
- Gladys Bermejo : Voluntad
- David Silva : Inspecteur
- María Rojo : jeune fille dans le magasin

## À noter
- Pour ce film terrifiant, Arturo Ripstein s'est inspiré d'un fait-divers réel des années 1950. Cette histoire apparaissait déjà dans un roman de Luis Spota, La carcajada del gato (le rire du chat) et la pièce de Sergio Magaña Los motivos del lobo (Les raisons du loup). Au départ, il devait s'agir d'un film avec Dolores del Río, puis la production décida de changer de réalisateur. Ripstein réalisa alors le film de son côté, sans vedette, dans un studio de l'État. L'influence de Luis Buñuel est sensible à travers l'histoire étrange et cruelle, mais aussi à travers le choix des acteurs : trois d'entre eux avaient tourné dans des films mexicains du réalisateur espagnol.